# Джерачи Сикуло
Джера̀чи Сѝкуло (на италиански: Geraci Siculo, на сицилиански Jiraci, Йирачи) е село и община в Южна Италия, провинция Палермо, автономен регион и остров Сицилия. Разположено е на 1077 m надморска височина. Населението на общината е 1943 души (към 2010 г.).